# Mùa bão Tây Bắc Thái Bình Dương 1975
Mùa bão Tây Bắc Thái Bình Dương 1975 không có giới hạn chính thức; nó diễn ra trong suốt năm 1975, nhưng hầu hết các xoáy thuận nhiệt đới có xu hướng hình thành trên Tây Bắc Thái Bình Dương trong khoảng giữa tháng 5 và tháng 11. Những thời điểm quy ước phân định khoảng thời gian tập trung hầu hết số lượng xoáy thuận nhiệt đới hình thành mỗi năm ở Tây Bắc Thái Bình Dương.
Phạm vi của bài viết này chỉ giới hạn ở Thái Bình Dương, khu vực nằm ở phía Bắc xích đạo và phía Tây đường đổi ngày quốc tế. Những cơn bão hình thành ở khu vực phía Đông đường đổi ngày quốc tế và phía Bắc xích đạo thuộc về Mùa bão Đông Bắc Thái Bình Dương 1975. Bão nhiệt đới hình thành ở toàn bộ khu vực Tây Bắc Thái Bình Dương sẽ được đặt tên bởi Trung tâm Cảnh báo Bão Liên hợp  JTWC . Áp thấp nhiệt đới ở khu vực này sẽ có thêm hậu tố "W" phía sau số thứ tự của chúng. Áp thấp nhiệt đới trở lên hình thành hoặc đi vào khu vực mà Philippines theo dõi cũng sẽ được đặt tên bởi Cục quản lý Thiên văn, Địa vật lý và Khí quyển Philippines  PAGASA . Đó là lý do khiến cho nhiều trường hợp, một cơn bão có hai tên gọi khác nhau.

## Các cơn bão
Có 25 áp thấp nhiệt đới hình thành trong năm trên Tây Bắc Thái Bình Dương, 20 trong số chúng trở thành những cơn bão nhiệt đới, 14 đạt cường độ bão cuồng phong và 3 đạt cường độ siêu bão.

### Bão Lola (Auring) - bão số 1
Lola là một cơn bão xuất hiện rất sớm ngay trong tháng 1. Nó đã đổ bộ lên Mindanao với cường độ bão cấp một trong ngày 24 và đi ngang qua vùng miền Nam Philippines khi là một cơn bão nhiệt đới. Lola tiến vào Biển Đông, một thời gian sau nó trở nên bị ngừng trệ trên biển và tan vào ngày 28 tháng 1. Cơn bão đã khiến 30 người thiệt mạng từ lở đất và mưa lớn.

### Bão Nina (Bebeng)
Nina là một cơn bão tồn tại trong quãng thời gian ngắn nhưng nó đã mạnh lên rất nhanh. Hình thành vào ngày 30 tháng 7, một thời gian sau nó đã tấn công Đài Loan với cường độ siêu bão. Nina duy trì là bão cuồng phong trong suốt quá trình vượt qua hòn đảo, khiến 25 người tại Đài Loan thiệt mạng đồng thời gây thiệt hại trên diện rộng. Cơn bão đi vào eo biển Đài Loan và suy yếu thành bão nhiệt đới, hướng tới đất liền Trung Quốc. Lượng hơi nước của cơn bão kết hợp với một front lạnh đã gây ra mưa với lượng cực lớn, hậu quả làm đập Bản Kiều bị vỡ, dẫn tới cái chết của hơn 200.000 người, khiến cho Nina trở thành xoáy thuận nhiệt đới chết chóc thứ tư từng được ghi nhận.

### Bão Phyllis (Etang)
Phyllis tấn công một phần miền Nam Nhật Bản trong ngày 17 tháng 8 với cấp độ bão cuồng phong nhỏ, sau khi đã suy yếu từ cường độ tối đa với vận tốc gió 140 dặm/giờ. Cơn bão khiến hơn 60 người thiệt mạng, cùng với đó là những trận lở đất và lũ lụt gây tổn thất từ trung bình đến lớn.

### Bão Rita - bão số 2
Rita hình thành vào ngày 17 tháng 8 và sau đó nó di chuyển thất thường lên phía Bắc, tác động đến quần đảo Ryūkyū. Không lâu sau Rita đổ bộ vào Shikoku với cường độ bão cấp 1. Nó đã đi dọc chiều dài Nhật Bản và suy yếu thành áp thấp nhiệt đới. Rita mạnh trở lại thành bão nhiệt đới trên khu vực quần đảo Kuril - một vị trí có vĩ độ cao bất thường - trước khi tan trong ngày 24 tháng 8. Cơn bão đã khiến ít nhất 26 người thiệt mạng từ lũ lụt.

### Bão Flossie(bão số 5)
Flossie tấn công cực Nam đất liền Trung Quốc với cường độ bão cấp 1, khiến 44 người thiệt mạng và làm hai con tàu chở hàng bị chìm.

### Bão June (Rosing)
June là cơn bão mạnh nhất của mùa bão, nhưng nó đã không gây tác động đến đất liền. Vào thời điểm đó, June là xoáy thuận nhiệt đới mạnh nhất từng được ghi nhận trên Trái Đất, với áp suất trung tâm 875 milibars. Kỷ lục này bị phá vỡ bởi cơn bão Tip bốn năm sau vào năm 1979. June cũng là trường hợp đầu tiên ghi nhận được một cơn bão có ba thành mắt bão đồng thời.

## Tên bão
Trong năm 1975, bão nhiệt đới trên Tây Bắc Thái Bình Dương được đặt tên bởi Trung tâm Cảnh báo Bão Liên hợp (JTWC). Cơn bão đầu tiên được đặt tên là Lola và cuối cùng là June.
| - Agnes - Bonnie - Carmen - Della - Elaine - Faye - Gloria - Hester - Irma - Judy - Kit - Lola 1W - Mamie 3W - Nina 4W - Ora 6W - Phyllis 7Ws - Rita 8W - Susan 9W - Tess 10W - Viola 11W - Winnie 12W | - Alice 13W - Betty 14W - Cora 15W - Doris 16W - Elsie 17W - Flossie 19W - Grace 20W - Helen 21W - Ida 22W - June 23W - Kathy - Lorna - Marie - Nancy - Olga - Pamela - Ruby - Sally - Therese - Violet - Wilda | - Anita - Billie - Clara - Dot - Ellen - Fran - Georgia - Hope - Iris - Joan - Kate - Louise - Marge - Nora - Opal - Patsy - Ruth - Sarah - Thelma - Vera - Wanda | - Amy - Babe - Carla - Dinah - Emma - Freda - Gilda - Harriet - Ivy - Jean - Kim - Lucy - Mary - Nadine - Olive - Polly - Rose - Shirley - Trix - Virginia - Wendy |